# محطة قطار وادي الفضة
محطة واد فضة هي محطة قطار جزائرية تقع ببلدية واد فضة بولاية الشلف .

## موقع في السكك الحديدية
تَقع المحطة على خط الجزائر - وهران ، حيث تسبقها محطة بئر صفصاف وتتبعها محطة أم درو .

## خدمة الركاب

### خدمة
محطة وادي الفضة تخدمها:
- قطارات الخط الرئيسي لخط الجزائر - وهران ؛
- القطارات الإقليمية للاتصالات:
  - الجزائر - الشلف ؛
  - الشلف - خميس مليانة .

## أنظر أيضا

### مقالات ذات صلة
- خط من الجزائر إلى وهران
- قائمة محطات القطارات في الجزائر

### روابط خارجية
- "SNTF". Société nationale des transports ferroviaires (SNTF). مؤرشف من الأصل في 2025-06-02..

قالب:Desserte gare/début
قالب:Desserte gare
قالب:Desserte gare
قالب:Desserte gare
قالب:Desserte gare/fin